# Revue d'histoire ecclésiastique
La Revue d'histoire ecclésiastique (RHE) est une revue scientifique internationale publiée par l'Université catholique de Louvain. Ses objectifs sont de présenter des articles, écrits en français, en anglais, en italien ou en allemand, qui couvrent toute l'histoire du christianisme ainsi que de recenser les ouvrages académiques traitant de l'histoire religieuse. Sa fréquence est de 4 numéros par an, en 3 livraisons. Elle est dirigée depuis 2013 par Mathijs Lamberigts (prof. KU Leuven).

## Histoire
La revue a été fondée en 1900 par Alfred Cauchie. Sa publication a été suspendue durant la Première Guerre mondiale et n'a repris qu'en 1921.

## Influence
Selon l'historien Emile Poulat, directeur d'études à l'EHESS, "en matière de périodique savant, la RHE reste une des plus belles entreprises européennes du siècle écoulé".
Des universitaires l'ont qualifiée de "meilleure revue internationale d'histoire du christianisme".
La revue est distribuée dans 70 pays.

## Accessibilité
La numérisation de la revue de ses débuts à l'an 2000 n'est accessible que par abonnement (via le site des Periodicals Archive online). Les numéros de 2001 à aujourd'hui sont de même accessible par abonnement (sur le site de Brepols online).
Malgré les articles publiés par des historiens morts il y a plus de 70 ans de la mort soient entrés dans le domaine public en France, ils n'ont pas encore été librement mis à disposition sur internet.
Parmi ses Tables générales imprimées à part : t. 1-22 (1900-1926) ; t. 23-36 (1927-1940) ; t. 37-55 (1941-1960), le volume couvrant 1927-1940 est accessible sur Gallica.
Depuis 2014, la bibliographie en ligne est regroupée avec l'Elenchus bibliographicus des Ephemerides Theologicae Lovanienses sous l'appellation de l’Index Religiosus. La bibliographie ne paraît plus sous forme imprimée.